# The Stone Quarry
The Stone Quarry (mellan 2004–2019 känt som Cruel and Unusual Films, Inc.) är ett amerikanskt film- och TV-bolag, som grundades år 2004 av Zack Snyder, Deborah Snyder och Wesley Coller. Den första filmen som lanserades via Cruel and Unusual Films var Dawn of the Dead (2004). I januari 2019 bytte bolaget namn till The Stone Quarry och 2021 lanserades bolaget sitt först datorspel, Army of the Dead: Viva Las Vengeance.

## Produktioner
- 2004 – Dawn of the Dead
- 2007 – 300
- 2008 – Watchmen: Motion Comic
- 2009 – Watchmen
- 2010 – Legenden om ugglornas rike
- 2011 – Sucker Punch
- 2013 – Man of Steel
- 2014 – 300: Rise of an Empire
- 2016 – Batman v Superman: Dawn of Justice
- 2017 – Wonder Woman
- 2017 – Justice League
- 2020 – Wonder Woman 1984
- 2021 – Zack Snyder's Justice League
- 2021 – Army of the Dead
- 2021 – Army of Thieves
- 2023 – Rebel Moon Part 1: A Child of Fire